# Pittsburgh, Cincinnati, Chicago and St. Louis Railroad
 (janvier 2022).
Si vous disposez d'ouvrages ou d'articles de référence ou si vous connaissez des sites web de qualité traitant du thème abordé ici, merci de compléter l'article en donnant les références utiles à sa vérifiabilité et en les liant à la section « Notes et références ».

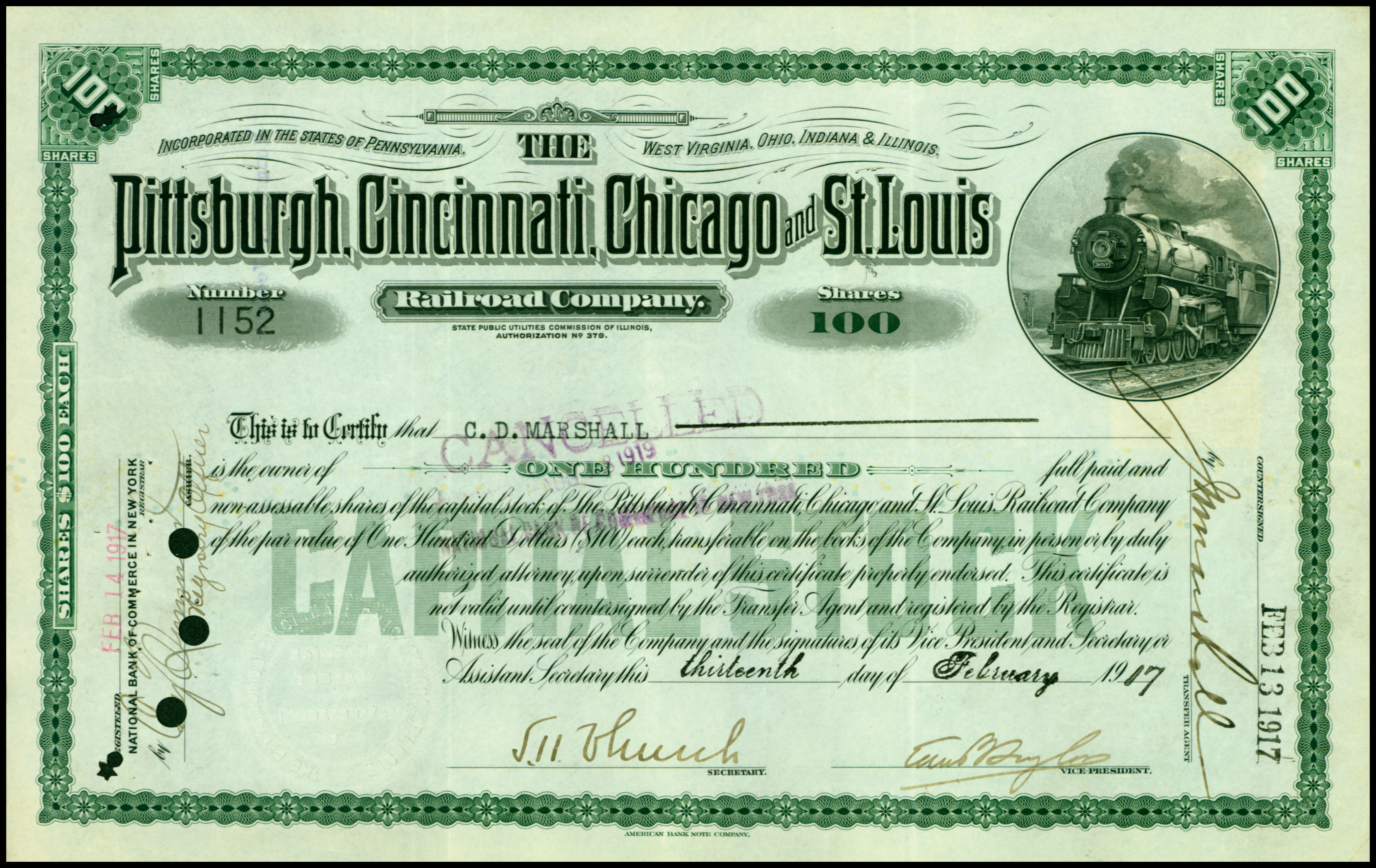
Action de la Pittsburgh, Cincinnati, Chicago and St. Louis Railroad Company en date du 13 février 1917.

Le Pittsburgh, Cincinnati, Chicago and St. Louis Railroad (PCC&StL), usuellement appelé le Pan Handle Route (puis Panhandle Route à la fin de son existence), était un chemin de fer américain de classe I qui faisait partie du réseau du Pennsylvania Railroad. Son nom usuel provenait de sa ligne principale située à l'ouest de Pittsburgh, Pennsylvanie, qui traversait le Northern Panhandle de la Virginie-Occidentale. La ligne continuait vers l'ouest jusqu'à Bradford, Ohio, où elle se séparait en 2, l'une allant vers Chicago et l'autre vers East St. Louis via Indianapolis, Indiana.

## De Pittsburgh à Columbus: 1848-1869
Le Steubenville and Indiana Railroad (S&I) fut enregistré le 24 février 1848 dans l'Ohio pour construire vers l'ouest à partir de Steubenville sur la rivière Ohio jusqu'à la frontière de l'Indiana entre Willshire et Fort Recovery, via Mt Vernon. Le 12 mars 1849, il fut autorisé à bâtir un pont à Steubenville et un embranchement vers Columbus.
La première section ouvrit le 22 décembre 1853 entre Steubenville et Unionport. La ligne entre Unionport et Cadiz Junction fut ouverte le 2 février 1854, et l'embranchement vers Cadiz, le 12 juin. Cadiz Junction fut relié à Masterville le 22 juin 1854, à Bowersville le 12 juillet, et à Newark le 11 avril 1855. Mais il n'avait pour le moment aucune connexion avec d'autres compagnies à Newark.
Le 25 décembre 1854, le Steubenville & Indiana passa un accord avec le Central Ohio Railroad pour utiliser ses voies de Newark à Columbus. La connexion à Newark ouvrit le 16 avril 1857 grâce à des fonts versés par le Columbus and Xenia Railroad qui souhaitait la réalisation d'une route directe entre le S&I et Cincinnati. En 1864, le S&I prit 50 % des parts de la ligne Newark-Columbus.
Le Pittsburgh and Steubenville Railroad (P&S) fut enregistré le 24 mars 1849 en Pennsylvanie pour construire à l'ouest de la rivière Monongahela (près de Pittsburgh), en direction de la frontière avec la Virginie (actuellement la Virginie-Occidentale) pour y retrouver le Steubenville and Indiana. Il fut autorisé à traverser la Monongahela River pour atteindre Pittsburgh le 21 avril 1852. Le Pennsylvania Railroad créa le 15 mars 1856 en Pennsylvanie la Western Transportation Company pour construire et exploiter le P&S.
Le 22 juillet 1853, le président de la Steubenville & Indiana céda au Pittsburgh & Steubenville les droits de passages qu'il avait acquis auprès de 36 propriétaires fonciers installés dans le Northern Panhandle. Cela permit à la compagnie de poser ses rails sans faire d'expropriations. La puissante ville de Wheeling était opposée au Pittsburgh & Steubenville car elle n'était pas desservie par ce chemin de fer.
La Western Transportation Company fut autorisée à créer le Holliday's Cove Rail Road le 30 mars 1890 en Virginie (actuellement la Virginie Occidentale) pour construire le Steubenville Railroad Bridge sur l'Ohio River, en échange de la création le lendemain même de la Wheeling Railroad Bridge Company afin de franchir l'Ohio quelques kilomètres plus au sud au niveau de Wheeling.
La totalité de la ligne du Pittsburgh & Steubenville, reliant Pittsburgh (Smithfield Street) à Wheeling Junction, fut ouverte le 9 octobre 1865. À l'extrémité est, Pittsburgh était relié au Pennsylvania Railroad via le Monongahela River Bridge (alias le Panhandle Bridge) et le Grant's Hill Tunnel; à l'extrémité ouest, Wheeling Junction était relié au Steubenville & Indiana (à Steubenville) via le Steubenville Railroad Bridge. La Western Transportation Company exploita la ligne sous le nom de Pittsburgh, Columbus and Cincinnati Railroad jusqu'en 1868.
Le Pittsburgh & Steubenville fut vendu sous saisie le 6 novembre 1867 au Pan Handle Railway, qui avait été créé le 8 avril 1861. Le 30 avril 1868, le Pan Handle Railway, le Steubenville & Indiana Railroad et le Holliday's Cove Rail Road fusionnèrent pour former le Pittsburgh, Cincinnati and St. Louis Railway; la Western Transportation Company fut dissoute rapidement après.

## De Columbus à Indianapolis: 1847-1867
Le Terre Haute and Richmond Rail Road fut créé en 1847 pour traverser l'Indiana jusqu'à Indianapolis. Le 25 mai 1850 sur la partie située à l'est d'Indianapolis, les actionnaires organisèrent le Terre Haute and Richmond Railroad (East of Indianapolis). Cette portion entre Indianapolis et la frontière avec l'Ohio à l'est fut rebaptisée Indiana Central Railway le 20 janvier 1851. Le 31 janvier, une loi de l'Ohio autorisa le Dayton and Western Railroad de se connecter avec l'Indiana Central. La ligne entre Indianapolis et Greenfield à l'est ouvrit en septembre 1853, et le 8 octobre elle atteignit la frontière de l'Ohio où elle se connecta avec le Dayton and Western. L'exploitation conjointe des 2 lignes entre Indianapolis et Dayton, Ohio débuta le 1er août 1854. En 1859 la voie à écartement standard fut légèrement élargie pour adopter l'écartement un peu plus large de l'Ohio (4 ft 10 in soit 1,473 m) pour permettre une connexion directe à Dayton avec le Little Miami Railroad et le Columbus and Xenia Railroad.
Le Columbus, Piqua and Indiana Railroad fut créé le 23 février 1849 dans l'Ohio pour construire une ligne entre Columbus et la frontière de l'Indiana à l'ouest, via Urbana, Piqua et Greenville. Le 21 mars 1851, la compagnie fut autorisée à modifier sa route à l'ouest de Covington, pour atteindre Union City où elle pouvait se connecter avec l'Indianapolis and Bellefontaine Railroad qui desservait Indianapolis. La première portion, entre Columbus et Plain City à l'ouest, fut ouverte le 6 juin 1853. L'extension  vers Urbana ouvrit le 19 septembre 1854, et celle vers Piqua le 16 octobre. En cette fin d'année, il changea d'écartement pour adopter l'Ohio gauge afin de se connecter avec l'Indianapolis and Bellefontaine, qui venait lui aussi d'élargir son écartement. Après quelques problèmes financiers, le reste de la ligne vers Union City ouvrit le 25 mars 1859. Après la forclusion, le Columbus, Piqua and Indiana Railroad fut vendu sous saisie le 6 août 1863 et fut réorganisé le 30 octobre sous le nom de Columbus and Indianapolis Railroad.
Le Richmond and Covington Railroad fut créé le 12 mars 1862 dans l'Ohio par l'Indiana Central Railway et le Columbus, Piqua and Indiana Railroad pour construire un embranchement entre New Paris, Ohio (près de la frontière de l'Indiana) sur la ligne du premier, et Bradford (près de Covington) sur la ligne du second. Il ouvrit au début de l'année 1863, et l'exploitation conjointe entre l'Indiana Central et le Dayton and Western Railroad fut dissoute le 9 mars. Le 10 janvier 1864, l'Indiana Central, le Columbus and Indianapolis et le Richmond and Covington signèrent un accord pour une exploitation commune sous le nom de Great Central Line entre Columbus et Indianapolis; ce Great Central Line était placé sous la direction de l'Indiana Central. Le Columbus & Indiana racheta le Richmond & Covington le 5 septembre 1864. L'Indiana Central Railway et le Columbus and Indianapolis Railroad fusionnèrent le 19 octobre pour forme le Columbus and Indianapolis Central Railway, dont la ligne principale reliait Columbus, Ohio à Indianapolis, Indiana, tandis que son embranchement réunissait Bradford, Ohio à Union City, Indiana.

## De Richmond à Chicago: 1848-1865
Le New Castle and Richmond Railroad fut créé le 16 février 1848 dans l'Indiana pour construire une ligne entre New Castle, Indiana et Richmond via Hagerstown (IN) et Washington (IN). Le 26 février 1853, il fut rebaptisé Cincinnati, Logansport and Chicago Railway pour mieux refléter son nouveau rôle. La ligne reliant New Castle à Richmond ouvrit en décembre 1853, et fut exploitée conjointement avec le Richmond & Miami Railroad et l'Easton & Hamilton Railroad, lesquels prolongeaient la ligne jusqu'à Hamilton (OH). Le Cincinnati, Hamilton and Dayton Railroad, qui reliait Hamilton à Cincinnati (OH), rejoignit le groupement le 1er février 1854.
Le Cincinnati, Cambridge and Chicago Short Line Railway fut créé le 25 janvier 1853 dans l'Indiana pour relier New Castle à la frontière avec l'Ohio (dans le sud-est) via Cambridge, Indiana. Le Cincinnati, New Castle and Michigan Railroad fut créé le 11 avril de la même année pour relier New Castle à St. Joseph, Michigan. Les 2 compagnies fusionnèrent le 1er mai 1854 pour créer le Cincinnati and Chicago Railroad. Cette nouvelle compagnie fusionna le Cincinnati, Logansport and Chicago Railway le 10 octobre 1854. La ligne inachevée entre Richmond et Logansport fut louée à la John W. Wright and Company le 16 octobre 1856. Cette compagnie commença ses opérations le 1er décembre, et l'exploitation commune vers Cincinnati prit fin. La totalité de la ligne Richmond-Logansport ouvrit le 4 juillet 1857. Après la forclusion, cette ligne fut vendue le 28 avril 1860, et fut réorganisée le 10 juillet sous le nom de Cincinnati and Chicago Air–Line Railroad. Le terrassement avait été réalisé entre Wabash et la frontière avec l'Ohio au sud-est; des tronçons furent ensuite vendus au Fort Wayne and Southern Railroad et au Connersville and New Castle Junction Railroad.
Le Chicago and Cincinnati Railroad fut créé le 25 septembre 1857 dans l'Indiana pour construire une ligne entre Logansport (IN) et Valparaiso (IN) au nord-ouest. La ligne ouvrit en 1861, et à Valparaiso une connexion avec le Pittsburgh, Fort Wayne and Chicago Railway permettait de relier Chicago. Le Cincinnati and Chicago Air–Line ouvrit un pont sur la rivière Wabash à Logansport le 25 septembre 1861, lui permettant de se connecter au Chicago & Cincinnati. Une exploitation commune entre Richmond et Chicago débuta le 1er juillet 1862 et se termina le 29 janvier 1865.

## Les réalignements vers Chicago et les fusions: 1857-1869
Le Galena and Illinois River Railroad fut créé le 18 février 1857 dans l'Illinois pour construire une ligne entre Galena (IL) et Lansing (MI) via Chicago et l'état de l'Indiana. Le Chicago and Great Eastern Railway fut créé le 19 juin 1863 dans l'Indiana pour relier Logansport à Chicago. Le Chicago & Great Eastern commença par récupérer la charte du Galena & Illinois River  le 11 septembre 1863, puis finit par l'absorber le 30 octobre. La ligne entre Chicago ( 12e rue) et La Crosse, Indiana, où avait lieu une connexion avec le Chicago & Cincinnati, ouvrit le 6 mars 1865, tandis que l'ancienne ligne La Crosse-Valparaiso fut abandonnée. Le 15 mai 1865, le  Chicago & Great Eastern absorba le Cincinnati & Chicago Air–Line Railroad et le Chicago & Cincinnati Railroad.
Le Marion and Mississinewa Valley Railroad fut créé le 11 mai 1852 dans l'Indiana pour construire une ligne entre Union City et Marion. Le Marion and Logansport Railroad fut créé le 4 mai 1853 pour prolonger la ligne de Marion à Logansport. Ce dernier transféra sa propriété au  Marion and Mississinewa Valley Railroad le 28 novembre 1854. L'Union and Logansport Railroad fut créé le 5 janvier 1863, et racheta l'inachevé Marion & Mississinewa Valley le 9 janvier.
À la même époque, le Logansport and Pacific Railroad fut créé en 1853 pour construire une ligne entre Logansport et la frontière avec l'Illinois à l'ouest. Après plusieurs réorganisations, le Toledo, Logansport and Burlington Railroad finit par ouvrir sa ligne jusqu'à Effner près de la frontière avec l'Illinois en 1859. Le Logansport, Peoria and Burlington Railroad poursuivit sa progression vers l'ouest des États-Unis en contournant Chicago.
Le 11 septembre 1867, le Columbus and Indianapolis Central Railway, l'Union and Logansport Railroad et le Toledo, Logansport and Burlington Railroad fusionnèrent pour constituer le Columbus and Indiana Central Railway. La ligne principale, initialement construite par l'Union and Logansport, ouvrit entre Union City et Marion en octobre 1867.
Le 12 février 1868, le Columbus and Indiana Central Railway et le Chicago and Great Eastern Railway fusionnèrent pour constituer le Columbus, Chicago and Indiana Central Railway (CC&IC). Le reste de la nouvelle ligne principale entre Marion et Anoka, situé sur l'ancienne ligne principale au sud-est de Logansport, fut achevé le 15 mars 1868, faisant de l'ancienne route via New Castle et Richmond un embranchement. Le Columbus, Chicago & Indiana Central avait maintenant un réseau principale en Y, reliant Chicago à Logansport, puis Columbus ou Indianapolis; ses embranchements reliaient Logansport à Effner (sur la frontière avec l'Illinois), et Kokomo (sur la ligne Logansport-Indianapolis) à Richmond. À la fin 1868, l'Erie Railway proposa de louer le CC&IC, mais le Pittsburgh, Cincinnati and St. Louis Railway, filiale du Pennsylvania Railroad, fit une meilleure offre le 22 janvier 1869, et commença la location le 1er février.

## L'expansion: 1869-1921
Le 23 février 1870, avec effet rétroactif depuis le 1er décembre 1869, le Pittsburgh, Cincinnati and St. Louis Railway loua le Little Miami Railroad. Cette location incluait le Columbus and Xenia Railroad, le Dayton and Western Railroad, et le Dayton, Xenia and Belpre Railroad, ainsi que l'embranchement situé à l'ouest de Richmond, Indiana du Richmond and Miami Railway. Avec cette location, le Pennsylvania Railroad avait accès à Cincinnati.
En 1870 avec l'achèvement du St. Louis, Vandalia and Terre Haute Railroad et du Terre Haute and Indianapolis Rail Road, le PRR avait désormais une route de East St. Louis à Indianapolis via le Pittsburgh, Cincinnati & St. Louis.
Le Columbus, Chicago and Indiana Central Railway fit banqueroute et après la forclusion, il fut vendu le 10 janvier 1883. Le Chicago, St. Louis and Pittsburgh Railroad fut créé dans l'Indiana le 14 mars, et dans l'Illinois le lendemain; le 17 mars le Columbus, Chicago & Indiana Central fut transféré à ces 2 nouvelles compagnies. Le Pittsburgh, Cincinnati & St. Louis continua l'exploitation de l'ex CC&IC jusqu'au 1er avril 1883. Le 1er avril 1884, les 2 Chicago, St. Louis and Pittsburgh Railroad fusionnèrent. Le 30 septembre 1890, le Chicago, St. Louis and Pittsburgh Railroad, le Pittsburgh, Cincinnati and St. Louis Railway, le Cincinnati and Richmond Railroad et le Jeffersonville, Madison and Indianapolis Railroad fusionnèrent pour constituer le Pittsburgh, Cincinnati, Chicago and St. Louis Railway (PCC&StL).
En 1891 le PCC&StL fit l'acquisition du Little Miami Railroad.
Le 21 décembre 1916 (prenant effet le 1er janvier 1917), le Pittsburgh, Cincinnati, Chicago and St. Louis Railway fusionna avec le Vandalia Railroad, le Pittsburgh, Wheeling and Kentucky Railroad, l'Anderson Belt Railway et le Chicago, Indiana and Eastern Railway pour former le Pittsburgh, Cincinnati, Chicago and St. Louis Railroad.
Le PCC&StL fut loué par le PRR le 1er janvier 1921. Il fusionna ensuite dans le Philadelphia, Baltimore and Washington Railroad le 2 avril 1956.

## Les embranchements
- Chartiers
- Dunkirk
- New Cumberland
- Wheeling
- Muncie
- Effner
- Shelbyville
- Madison